# ای‌سی‌آی
ای‌سی‌آی (انگلیسی: ACI) شرکت نرم‌افزار آمریکایی است، که در سال ۱۹۷۵ تأسیس شد.